# Ali Kayalı
Ali Kayalı, född 1965, är en turkisk brottare som tog OS-brons i tungviktsbrottning i fristilsklassen 1992 i Barcelona.